# Памятник-бюст А. Н. Полю (Кривой Рог)
Олександру

Полю

засновнику

промислового

виробництва

Криворізьких

залізних руд
Памятник-бюст Александру Полю — памятник основоположнику разработки железных руд в городе Кривой Рог.

## История
В Днепропетровский областной исполком и Криворожский городской исполком обратилось руководство Днепропетровского исторического музея имени Д. Яворницкого с инициативой об увековечивании памяти Александра Поля, музей предложил установить памятник в городе Кривой Рог.  
19 декабря 1996 года состоялось торжественное открытие памятника. Церемонию открытия возглавлял городской глава Юрий Любоненко, на церемонии выступили непосредственные участники сооружения — директор СевГОКа Н. М. Панчошный и начальник треста «Криворожиндустрой» Н. Ф. Земляной.
Ежегодно 1 сентября, в день рождения Поля, возле памятника возлагают цветы.

## Характеристика
Установлен в исторической части города в Центрально-Городском районе на пересечении проспекта Карла Маркса (ныне Почтовый проспект) и Октябрьской улицы (ныне улица Александра Поля).
Автор памятника скульптор Александр Васякин, мастер-литейщик Н. П. Репников. Отлит в фасонно-литейном цехе металлургического комбината «Криворожсталь».
На гранитном полированном основании находится 8-гранный постамент с чугунным бюстом А. Н. Поля.